# ناشرو ترانسكشن
ناشرو ترانسكشن (بالإنجليزية: Transaction Publishers)‏ هي عبارة عن دار نشر يقع مقرها في نيوجيرسي، وهي متخصصة في نشر كتب العلوم الاجتماعية. تقع في حرم ليفينغستون بجامعة روتجرز، وحافظت ترانسكشن على علاقات وثيقة بالحياة الأكاديمية. تم بيعها لمجموعة تايلور وفرانسيس في عام 2016 وتشكل الآن جزءًا من بصمة روتليدج الخاصة بالمجموعة.

## وصلات خارجية
- الموقع الرسمي
- Irving Louis Horowitz-Transaction Publishers Archives, 1939-2009 online searchable archive at Penn State